# 北一輝

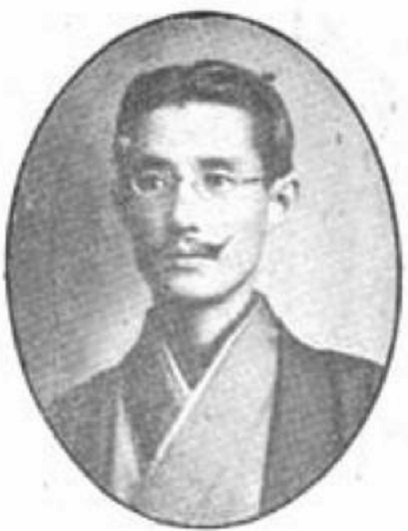
北一輝

北 一輝（きた いっき、1883年〈明治16年〉4月3日 - 1937年〈昭和12年〉8月19日）は、戦前の日本の思想家、社会運動家、国家社会主義者。本名は北 輝次郎（きた てるじろう）。二・二六事件の皇道派青年将校の理論的指導者として逮捕され、軍法会議で死刑判決を受けて刑死した。
日蓮宗と労働者の主権、社会主義を結び付けた独特の思想を発表したことで知られる。

## 生涯
1883年（明治16年）4月3日、新潟県加茂郡湊町（現：佐渡市両津湊）の裕福な酒造業・北慶太郎と妻リクの長男輝次として生まれる。父慶太郎は初代両津町長を務めた人物で2歳下の弟は衆議院議員の北昤吉。ほかに4歳上の姉と、4歳下の弟がいた。尋常小学校の半ばに右目の眼疾により1年間休学する。
1897年（明治30年）に前年に創設されたばかりの旧制佐渡中学校（新制：佐渡高校）に一期生として入学、翌1898年（明治31年）にとび級試験を受け、3年生に進級する。1899年（明治32年）に眼病のため帝大病院に入院し、夏頃まで東京に滞在した。「プテレギーム（翼状片）」と診断され、当時の眼科の権威河本重次郎による手術を受けたがよくならなかった。1900年（明治33年）に眼病による学業不振のため5年生への進級に失敗し、さらに父の家業が傾いたことも重なり退学した。
1901年（明治34年）には新潟の眼科院に7ヶ月間入院した。上京し幸徳秋水や堺利彦ら平民社の運動に関心を持ち、社会主義思想に接近した。帰郷中山路を散策した際に木の枝で右目を傷つけてしまい、父親が山林を売り払って治療費を作り、河本博士により再手術を行なったが失明。1903年（明治36年）に父が死去。10月「輝次郎」と改名した。森知幾が創刊した『佐渡新聞』紙上に次々と日露開戦論、国体論批判などの論文を発表、国家や帝国主義に否定的だった幸徳たちと一線を画し、国家を前提とした社会主義を構想するようになる。北は国家における国民と天皇の関係に注目し、『国民対皇室の歴史的観察』で「天皇は国民に近い家族のような存在だ」と反論。たった2日で連載中止となった。弟れい吉が早稲田大学に入学すると、その後を追うように上京、同大学の政治経済学部生となる。有賀長雄や穂積八束といった学者の講義を聴講し、著書を読破すると、さらに図書館に通いつめて社会科学や思想関連の本を読んで抜き書きを作り、独学で研究を進める。
1906年（明治39年）に処女作『国体論及び純正社会主義』（『國體論及び純正社會主義』）を刊行。自費出版の大著で、河上肇、片山潜、福田徳三の絶賛を受けたという。大日本帝国憲法における天皇制を批判したこの本は発売から5日で発禁処分となり、北自身は要注意人物とされ、警察の監視対象となった。内容は法学・哲学・政治学・経済学・生物学など多岐に渡るが、それらを個別に論ずるのではなく、統一的に論ずることによって学問の体系化を試みた所に特徴があった。すなわち、北一輝の「純正社会主義」なる理念は、人間と社会についての一般理論を目指したものであった。その書において最も力を入れたのが、通俗的「国体論」の破壊であった。著書が発禁となる失意の中で、北は宮崎滔天らの革命評論社同人と知り合い、交流を深めるようになり、中国革命同盟会に入党、以後革命運動に身を投じる。
1911年（明治44年）に間淵ヤス（すず子）と知り合う。同年10月、宋教仁からの電報により黒龍会『時事月函』特派員記者として上海に行き、宋教仁のもとに身を寄せた。1913年（大正2年、中華民国2年）3月22日、農林総長であった宋教仁が上海北停車場で暗殺され、その犯人が孫文であると新聞などにも発表したため、4月上海日本総領事館の総領事有吉明に3年間の退清命令を受け帰国した。この経験は『支那革命外史』としてまとめられ出版される。これは大隈重信内閣総理大臣や政府要人たちへの入説の書として書き上げられたもので、日本の対中外交の転換を促しており、第一次世界大戦で日本が対華21カ条要求を中国に認めさせたことを批判している。
1916年（大正5年）に間淵ヤスと入籍、上海の北四川路にある日本人の医院に行った。この頃から一輝と名乗る。1919年（大正8年、中華民国8年）そこに出入りしていた清水行之助、岩田富美夫らが日華相愛会の顧問を約40日の断食後に『国家改造案原理大綱』（ガリ版47部、『日本改造法案大綱』と1923年に改題）を書き上げていた北に依頼した。1920年（大正9年、中華民国9年）8月、上海を訪問した大川周明や満川亀太郎らによって帰国を要請され、12月31日に清水行之助とともに帰国。
1921年（大正10年）1月4日から猶存社の中核的存在として国家改造運動にかかわるようになる。1923年（大正12年）猶存社が解散。「日本改造法案大綱」が改造社から、出版法違反なるも一部伏字で発刊された。これは、議会を通した改造に限界を感じ、「軍事革命＝クーデター」による改造を諭し、二・二六事件の首謀者である青年将校の村中孝次、磯部浅一、栗原安秀、中橋基明らに影響を与えた。また、私有財産や土地に一定の制限を設け、資本の集中を防ぎ、さらに華族制度にも触れ、“特権階級”が天皇と国民を隔てる「藩屏」だと指摘。その撤去を主張した。
この頃東京・千駄ヶ谷、後に牛込納戸町に転居し母リクの姪・従姉妹のムツを家事手伝いとして暮らした。日本帰国後しばらくは貧窮していたとされるが、帰国後すぐに宮中某重大事件に関り、さらに収監中の朴烈・金子文子が便宜を図ってもらい、会わせてもらったとされる写真が流出したという怪写真事件を政治問題化させ倒閣運動を展開した。1926年（大正15年）安田共済生命事件。北の子分の清水行之助が血染めの着物を着て安田生命にあらわれ、会社を威嚇した。同年、北は十五銀行が財産を私利私欲に乱用し、経営が乱脈を極めていると攻撃するパンフレットを作製し、各方面にばらまいた。北の影響下にある軍人、右翼からのテロを恐れた財閥は、北に対して情報料名目の賄賂を送った。とりわけ三井財閥からとされ、そのため、反乱将校に働きかけて襲撃目標から三井の池田成彬を外させたとも噂された。北は「堂々たる邸宅、豪華な生活」を送り、「妻子三人外に女中三人、自動車運転手一人等」を賄った。
同年、北海道皇室御料林払下げに宮内省関係者に不正があるとして内大臣牧野伸顕の辞職を求めた宮内省怪文書事件に連座し、出版法違反と恐喝の容疑で逮捕。翌1927年（昭和2年）2月の大喪の礼に伴う恩赦には該当しなかったが、同年中に釈放された。
1936年（昭和11年）二・二六事件で逮捕。1937年（昭和12年）8月14日、民間人にもかかわらず、特設軍法会議で、二・二六事件の理論的指導者の内の一人とされ、死刑判決を受ける。処刑前日、面会に訪れた弟子の馬場園義馬に対して、「日本改造法案大綱」の出版を許可しながらも、「・・・君達はもう一人前になっているのだから、あれを全部信ずる必要は無い。諸君は諸君の魂の上に立って、今後の国家の為に大体ああ云うものを実現する心持で努力すればよろしい」と告げた。5日後の8月19日、事件の首謀者の一人とされた陸軍予備役軍人の西田税らとともに銃殺刑に処された。満54歳没。
辞世の句は「若殿に兜とられて負け戦」。

## 思想
「明治維新の本義は民主主義にある」と主張し、大日本帝国憲法における天皇制を激しく批判した。すなわち、「天皇の国民」ではなく、「国民の天皇」であるとした。国家体制は、基本的人権が尊重され、言論の自由が保証され、華族や貴族院に見られる階級制度は本来存在せず、これらが明治維新の本質ではなかったのかとして、再度、この達成に向け「維新革命」「国家改造」が必要であると主張した。
日本を社会民主主義の国とすることを夢見ていた若い頃の北は、明治維新後の日本の民主化が進まないことを批判し、その原因を、「維新革命（明治維新）の民主主義」が「無計画の暴発」であったためとした。北は、ヨーロッパの革命が新社会の理想を描いた計画的革命であったのに対して、「維新革命は戊辰戦役において貴族主義に対する破壊を為したるのみにして、民主主義の建設は帝国憲法によりて一段落を画せられたる、二十三年間の継続運動なりとす」、つまり、自由民権運動の23年間の運動が維新後に民主主義の建設を行ったと論じた。

### 宗教
法華経読誦を心霊術の玉照師（永福寅造）に指導され、日頃から大きな声で読経していた事がよく知られている。北一輝は龍尊の号を持つ。弟の昤吉によると「南無妙法蓮華経」と数回となえ神がかり（玉川稲荷）になったという。
- 『北一輝　霊告日記』松本健一　編　第三文明社 1987年 ISBN 4-476-03127-7

1929年（昭和4年）4月 - 1936年（昭和11年）2月28日に妻のすず子が法華経読誦中神がかった託宣を自ら記録したもの。
北の日蓮理解や法華経帰依の契機などは、彼の天皇観とともに依然として定説がない。

## 人物

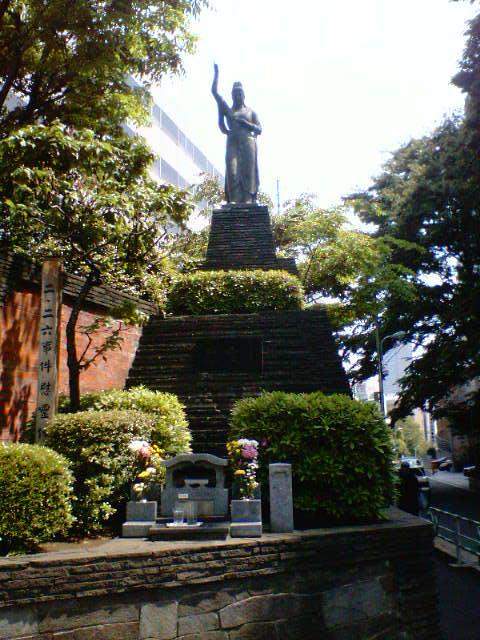
二・二六事件慰霊碑 （東京都渋谷区宇田川町）

後年白髪で、右目は義眼で、「魔王」とあだ名されたが、数少ないその肖像写真からも分かるように容貌眉目秀麗であり、二・二六事件後の軍法会議の裁判長吉田悳少将はその手記で「北の風貌全く想像に反す。柔和にして品よく白皙。流石に一方の大将たるの風格あり」と述べている。日ごろから言葉遣いは丁寧で、目下、年下の者にも敬語を使っていたという。裁判では、青年将校たちの決起については自分は関係がないことを主張しながらも、青年将校たちに与えた自らの思想的影響についてはまったく逃げず、死刑判決を受け入れている。
中国革命家譚人鳳の遺児を養子として引き取る。名を北大輝とし、死後彼に遺書を残す。

## 評価
1906年（明治39年）23歳の時に、「全ての社会的諸科学、すなわち経済学、倫理学、社会学、歴史学、法理学、政治学、及び生物学、哲学等の統一的知識の上に社会民主主義を樹立せんとしたる事なり」として大日本帝国憲法における天皇制を批判する内容も兼ねた『国体論及び純正社会主義』を著し、社会主義者河上肇や福田徳三に賞賛され、また、『日本改造法案大綱』では、クーデター、憲法停止の後、戒厳令を敷き、強権による国家社会主義的な政体の導入を主張していた。
ゆえに、北を革命家と見る意見がある。同時に、北は『日本改造法案大綱』を書いた目的と心境について、「左翼的革命に対抗して右翼的国家主義的国家改造をやることが必要であると考へ」と述べている。花田清輝は、北を「ホームラン性の大ファウル」と評している。
また坂野潤治は、「（当時）北だけが歴史論としては反天皇制で、社会民主主義を唱えた」と述べ、日本人は忠君愛国の国民だと言うが、歴史上日本人は忠君であったことはほとんどなく、歴代の権力者はみな天皇の簒奪者であると、北の論旨を紹介した上で、尊王攘夷を思想的基礎としていた板垣退助や中江兆民、また天皇制を容認していた美濃部達吉や吉野作造と比べても、北の方がずっと人民主義であると評した。
京都大学名誉教授宮本盛太郎らの研究で、北に二・二六事件への直接の関与はないことが示された。これによれば、北は、計画自体を事前に知っていたこと、首謀者の一人とされた陸軍少尉の西田税らに対して時期尚早であると慎重な態度を取っていたが、結局、彼らを説得できなかったこと、この事件を指揮・先導する等の直接関与は行っていなかった。
また、二・二六事件に先立ち、電話で、「マル（金）は大丈夫か」（活動・行動資金は十分か）と、陸軍大尉・安藤輝三へかけた『北の声とされる音声』が、関東戒厳司令部に録音盤（盗聴した音声のレコード）として残されていた。その盗聴された会話の中で、安藤は「（金は）まだ大丈夫です」と返答している。しかし、北の逮捕後の証言などから、電話をかけたのは北ではなく、安藤に対し、カマをかけようとした憲兵ではないか、と言われていたが、後に、作家・中田整一（元NHKプロデューサー）の調査によって、この通話は、何者かが北の名を騙（かた）って、安藤にかけたものであることが検証されている。

## 墓所・記念碑

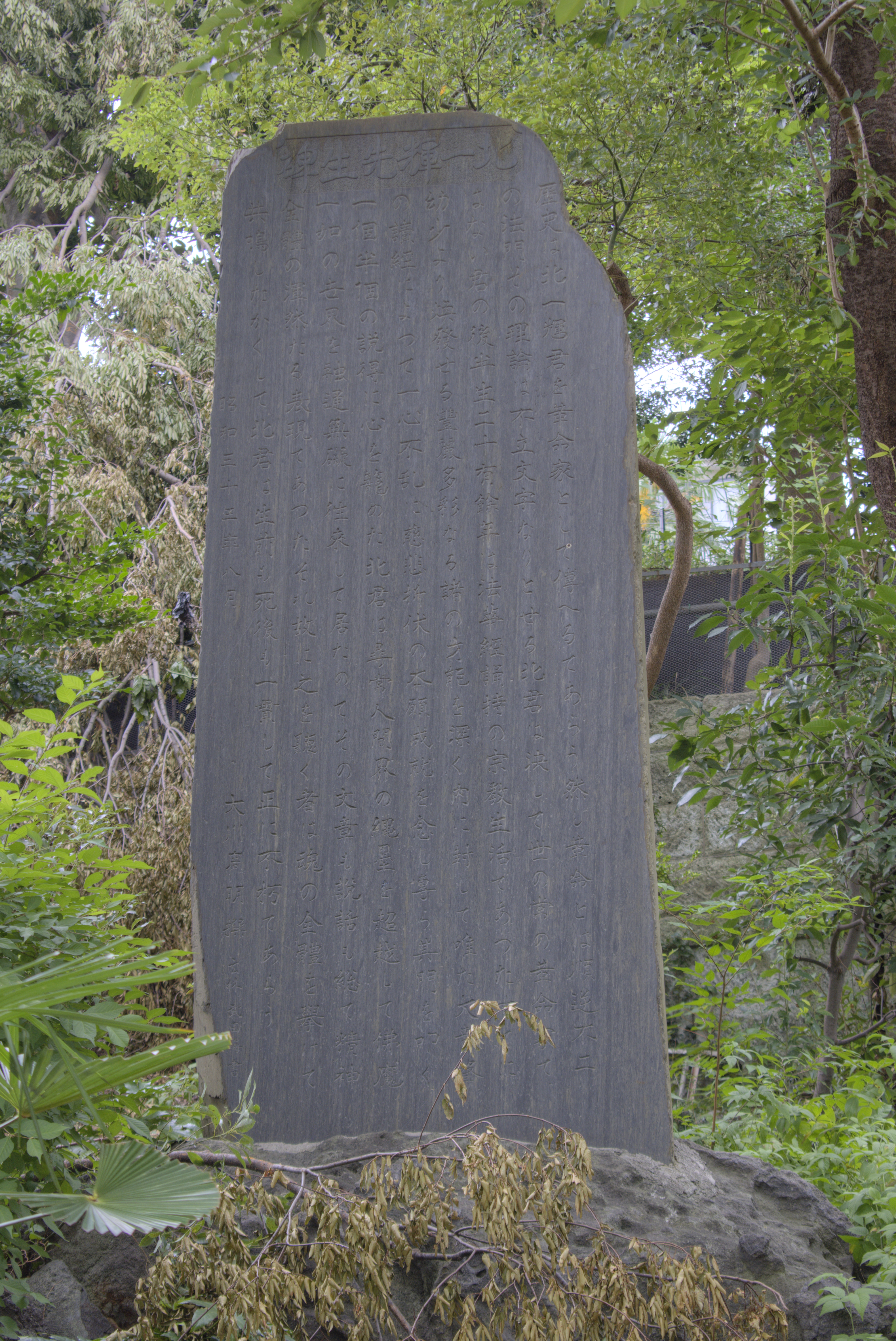
北一輝先生碑（東京都目黒区）

墓は佐渡市吾潟の勝広寺青山墓地と東京都目黒区の天台宗瀧泉寺（目黒不動尊）墓地にある。
目黒不動尊の境内には、1958年（昭和33年）に建立された「北一輝先生碑」がある。碑文は大川周明による。なお、大川の墓も目黒不動尊墓地にある。

## 著作史料
- 『北一輝著作集』、※のち各巻は増補改訂し、新版（オンデマンド版）が刊

第1巻 神島二郎解説、みすず書房、1959年3月。ISBN 4-622-02021-1
「国体論及び純正社会主義」- 正式表記は「國體論及び純正社會主義」
第2巻 野村浩一・今井清一解説、みすず書房、1959年7月。ISBN 4-622-02022-X
「支那革命外史」「国家（國家）改造案原理大綱」「日本改造法案大綱」
第3巻 松本健一・高橋正衛編・解説、澤地久枝解説、みすず書房、1972年4月。ISBN 4-622-02023-8
「論文・詩歌・書簡」
- 『北一輝思想集成』 書肆心水、2005年8月。増補新版 2015年5月。ISBN 4-906917-41-0

「自己を語る」「国体論及び純正社会主義」「日本改造法案大綱」「対外論策篇 ヴェルサイユ会議に対する最高判決」「『支那革命外史』序」「ヨッフェ君に訓ふる公開状」「対外国策に関する建白書」「日米合同対支財団の提議」「遺書・絶筆」
- 『アジア主義者たちの声（中）』、書肆心水 2008年。他は宮崎滔天、萱野長知

「支那革命外史 抄」
- 『アジア主義者たちの声（下）』、書肆心水 2008年。他は大川周明、満川亀太郎

「二・二六事件調書」「『日本改造法案大綱』序文」「第三回の公刊頒布に際して告ぐ」「緒言」「ヴェルサイユ会議に対する最高判決」「ヨッフェ君に訓うる公開状」
- 『日本改造法案大綱』 中央公論新社〈中公文庫〉、2014年11月。ISBN 4-12-206044-3
- 『支那革命外史 抄』 中央公論新社〈中公文庫BIBLIO〉、2001年8月
- 『国体論及び純正社会主義 ほか』 保坂正康解説、中央公論新社〈中公クラシックス〉、2008年。ISBN 978-4-12-160105-6

「国体論及び純正社会主義 （抄）」「国民対皇室の歴史的観察－所謂国体論の打破」「自殺と暗殺」「支那革命外史（抄）」「書簡」。
- 元版『日本の名著45　宮崎滔天　北一輝』（近藤秀樹責任編集、中央公論社、1982年）、のち中公バックス

- 『国体論及び純正社会主義 自筆修正版』 長谷川雄一／クリストファー・W.A.スピルマン／萩原稔編、ミネルヴァ書房、2007年。
- 『満川亀太郎書簡集―北一輝・大川周明・西田税らの書簡』 長谷川雄一／今津敏晃／クリストファー・W.A.スピルマン編、論創社、2012年。
- 『支那革命外史(全)』 呉PASS出版　2016年。
- 『国体論及び純正社会主義(全)』 呉PASS出版　2016年。

## 登場作品
- 手塚治虫『一輝まんだら』講談社「漫画全集」ほか
- 別役実『戒厳令 －伝説・北一輝－』、角川書店、1973年10月。
- 村上もとか『龍-RON-』小学館

### 映画
- 『戒厳令』、監督：吉田喜重、主演（北一輝役）：三國連太郎。1973年。
- 『けんかえれじい』、監督：鈴木清順、主演：高橋英樹、北一輝役：緑川宏。1966年。

### テレビドキュメンタリー作品
NHK特集 2作品 （プロデューサー中田整一）
- 戒厳指令「交信ヲ傍受セヨ」〜二・二六事件秘録（1979年2月26日） ― 「放送文化基金本賞」 受賞
- 二・二六事件 消された真実〜陸軍軍法会議秘録（1988年2月21日） ― 「日本新聞協会賞」・「放送文化基金個人賞」 受賞

## 関連文献
- 稲邊小二郎『一輝と昤吉　北兄弟の相克』、新潟日報事業社、2002年6月。ISBN 4-88862-912-9
- G・M・ウィルソン『北一輝と日本の近代』岡本幸治訳、勁草書房、1971年12月（George Macklin Wilson, Radical Nationalist in Japan: Kita Ikki, 1883-1937, Harvard University Press, 1969年）
- 臼井裕之「北一輝の＜エスペラント採用論＞に見る近代日本の＜英語問題＞＜国語問題＞」、日本コミュニケーション学会『スピーチ・コミュニケーション教育』第20号、2007年3月。
- 臼井裕之「ナショナリストが〈国際〉を求めるとき－北一輝によるエスペラント採用論の事例から－」『社会言語学』第7号、2007年11月。
- 臼井裕之「北一輝のエスペラント採用論－その源泉と実践、そして展望」、日本エスペラント学会『エスペラント研究』第3号、2008年10月。
- 臼井裕之「北一輝によるエスペラント採用論という『逆説』～『超国家主義者』はなぜ日本語死滅を唱えたのか？」『中外日報』2010年6月5日号、6月8日号、6月10日号、6月12日号。
- 岡崎正道「魔王の相貌」、『異端と反逆の思想史-近代日本における革命と維新』に所収、（ぺりかん社、1999年1月）
- 岡本幸治『北一輝-転換期の思想構造』 （ミネルヴァ書房「Minerva21世紀ライブラリー」、1996年1月）
- 岡本幸治『北一輝　日本の魂のドン底から覆へす』 ミネルヴァ書房〈日本評伝選〉、2010年8月
- 嘉戸一将『北一輝－国家と進化　再発見日本の哲学』（講談社、2009年7月）。ISBN 406-2787598
- 加藤繁『北一輝　前史／その不思議な目と霊告日記』、加藤繁と北一輝出版会、1993年11月。
- 川合貞吉『北一輝』 新人物往来社、1972年12月。
- 木村時夫『北一輝と二・二六事件の陰謀』 恒文社、1996年2月。ISBN 4-7704-0867-6
- 粂康弘『北一輝　－ある純正社会主義者－』 三一書房、1998年9月。ISBN 4-380-98305-6
- 黄自進「北一輝の辛亥革命・五四運動観-吉野作造との対比を中心に」、東京外国語大学『クヴァドランテ（Quadrante）』第1号、1999年3月。
- 後藤信夫『魔王曼陀羅　昭和史の彗星・北一輝』 文芸社、2008年1月。
- 小西豊治『石川啄木と北一輝』御茶の水書房、1987年4月。ISBN 4-275-00737-9
- 佐藤美奈子「「忠君」から「愛国」へ-北一輝の進化論」、東京大学大学院『相関社会科学』第8号、1999年3月。
- 佐藤美奈子「「東洋」の出現-北一輝『支那革命外史』の一考察」、政治思想学会『政治思想研究』第1号、2001年5月。
- 佐藤美奈子「北一輝の「日本」-『国家改造案原理大綱』における進化論理解の変転」、『日本思想史学』第34号、2002年9月。
- 清水元『北一輝　もう一つの「明治国家」を求めて』日本経済評論社「評伝日本の経済思想」、2012年8月
- 志村正昭「「佐渡が島のぼんやり」から「富豪革命家」へ-岩崎革也宛北一輝書簡にみられる借金懇願の論理と心理」、石塚正英編『二〇世紀の悪党列伝』（『社会思想史の窓』第123号）、社会評論社、2000年8月。ISBN 4-7845-0328-5
- ベン=アミ・シロニー『日本の叛乱 －青年将校たちと二・二六事件』 河野司 訳、河出書房新社、1975年2月。(Ben=Ami Sillony,"REVOLT IN JAPAN -The Young Officers and The February 26,1936 Incident",1973 by Princeton University Press)
- 高橋康雄『北一輝と法華経』 第三文明社〈レグルス文庫〉、1976年12月。
- 滝村隆一『北一輝-日本の国家社会主義』、勁草書房、1973年5月 ISBN 4326150203
- 田々宮英太郎 『検索！二・二六事件 - 現代史の虚実に挑む』 雄山閣出版 1993年「北一輝の思想と青年将校 – 決起の背景にある“精神”のつながり」「考証・北一輝の檄文 – 異本発見とメモ書きの謎」「北一輝と出口王仁三郎 – 隠された巨頭会談」
- 田中惣五郎『日本ファッシズムの源流 -北一輝の思想と生涯-』白揚社 1949年
- 田中惣五郎『北一輝-日本的ファシストの象徴』増補版、三一書房、1971年1月。
- 田中真人・山泉進・志村正昭「岩崎革也宛書簡（一）-幸徳秋水（その1）・北一輝・大石誠之助・森近運平・石川三四郎・西川光次郎・西川文子・赤羽一・座間止水・一木幸之助・前田英吉・丹後平民倶楽部」、同志社大学『キリスト教社会問題研究』第54号、2005年12月。※史料紹介
- 竹山護夫『北一輝の研究』名著刊行会「歴史学叢書」、2005年1月。ISBN 4-8390-0325-4
- 利根川裕『革命の使者 北 一輝 近代人物叢書』、人物往来社、1967年9月。
- 利根川裕 編・解説『現代のエスプリNO.76 北一輝』、至文堂、1973年11月。
- 豊田穣『革命家・北一輝 －「日本改造法案大綱」と昭和維新－』、講談社、1991年12月。ISBN 4-06-205618-6
- 野口武彦『三島由紀夫と北一輝』、福村出版、1985年10月。
- 萩原稔「北一輝における「アジア主義」の源流-初期論説を中心に」、『同志社法学』第53巻第3号（通巻279号）、2001年9月。
- 萩原稔『北一輝の「革命」と「アジア」』、ミネルヴァ書房、2011年1月。ISBN 978-4-623-05863-1
- 長谷川義記『北一輝』（『紀伊國屋新書』B-36）、紀伊國屋書店、1969年9月。
- 藤本眞悟「北一輝の政治思想（I）-国体論の一考察」、『政治経済史学』第385号、1998年9月。
- 藤本眞悟「北一輝の政治思想（II）-国体論の一考察」、『政治経済史学』第386号、1998年10月。
- 古谷綱正　解説『北一輝「日本改造法案」』、鱒書房、1971年2月。
- 松岡幹夫「北一輝における信仰と社会思想の交渉-ファシズムと宗教の関係を考察する手がかりとして」、東京大学大学院『相関社会科学』第12号、2003年3月。
- 松本健一『北一輝論』、講談社学術文庫、1996年2月。ISBN 4-06-159214-9
- 松本健一『若き北一輝』（『評伝北一輝』1）、岩波書店、2004年1月。ISBN 4-00-026476-1
- 松本健一『明治国体論に抗して』（『評伝北一輝』2）、岩波書店、2004年2月。ISBN 4-00-026477-X
- 松本健一『中国ナショナリズムのただなかへ』（『評伝北一輝』3）、岩波書店、2004年3月。ISBN 4-00-026478-8
- 松本健一『二・二六事件へ』（『評伝北一輝』4）、岩波書店、2004年6月。ISBN 4-00-026479-6
- 松本健一『北一輝伝説』（『評伝北一輝』5）、岩波書店、2004年9月。ISBN 4-00-026480-X
  - 各巻とも中公文庫で新版再刊、2014年
- 松本健一ほか『北一輝の革命』、現代書館、2008年10月。ISBN 978-4-7684-0103-3。入門書
- 宮川悌二郎『北一輝のこころ』、大東塾出版部、1975年11月。
- 村上一郎『北一輝論』、三一書房、1970年2月。
- 矢部俊彦『蹶起前夜』、田畑書店、1982年10月。
- 矢部俊彦『二・二六 天皇裕仁と北一輝』、元就出版社。2000年2月。ISBN 4-906631-47-9
- 山本修之助『佐渡の百年』、佐渡郷土文化の会、1972年6月。
- 渡辺京二『北一輝』、朝日新聞社〈朝日選書〉、1985年／ちくま学芸文庫　2007年。ISBN 978-4-480-09046-1
- 佐渡歴史文化シリーズIV『北一輝と佐渡』、中村書店、1984年12月。ISBN 4-930692-04-0